# 古剑
《古剑》是上海烛龙制作的动作冒险类角色扮演游戏，是古剑奇谭系列的第四部单机游戏作品。游戏采用虚幻引擎5开发，预计登陆PC和主机平台。

## 开发
2021年，游戏开启立项和预研，并在2021年网元圣唐嘉年华上公布。2024年初，游戏获得腾讯投资并开始逐步扩充制作团队。

## 宣传和发行
2025年8月17日，《古剑》公布了首支预告片，两天后哔哩哔哩平台播放量突破八百万次。